# Fließgeschwindigkeit von Gewässern
Mit Fließgeschwindigkeit wird bei Gewässerläufen die durchschnittliche Geschwindigkeit bezeichnet, mit der sich das Wasser eines Fließgewässers durch sein Bett bewegt. In Flüssen variieren die Fließgeschwindigkeiten ungefähr zwischen 0,1 und 6 m/s. Führt ein Fluss Hochwasser, so nimmt mit dem Strömungsquerschnitt auch die Fließgeschwindigkeit zu, der Abfluss also überproportional. In Bezug auf die Erosionswirkung und die Zerstörungskraft von Hochwasser ist zu beachten, dass die kinetische Energie einer gegebenen Wassermenge quadratisch mit der Geschwindigkeit zunimmt.

## Grundlagen
Die Strömungsgeschwindigkeit variiert über den Querschnitt (Fließprofil). Sie nimmt im Allgemeinen wegen der abnehmenden Reibung zur Strommitte hin und mit steigender Höhe über Grund zu. In Flussschlingen verschiebt sich der Stromstrich allerdings aus der Mitte in Richtung auf den Außenbogen. Der Abfluss ist das Integral der Strömungsgeschwindigkeit über den Querschnitt, siehe Volumenstrom. Die Fließgeschwindigkeit ist der Abfluss geteilt durch die Querschnittsfläche.
Die Fließgeschwindigkeit eines Gewässers als offenes Gerinne, aber auch in vadosen Höhlen hängt von folgenden Faktoren ab:
- Gefälle des Gewässers. Je größer das Gefälle, desto größer ist die Fließgeschwindigkeit.
- Unstetigkeiten (= Sprüngen, siehe Wasserfall). Das Wasser schlägt senkrecht am Boden oder auf die Wasseroberfläche auf und kann deshalb keine gerichtete waagerechte Bewegung erzeugen. Die Fallhöhe geht dem übrigen Gewässerlauf als Höhendifferenz verloren. Daher fließen, bei gleicher Höhendifferenz, Flüsse mit gleichmäßigem Gefälle schneller als Flüsse mit Wasserfällen, Wehren oder Staustufen.
- Strömungswiderstand des Bettes. Gibt es in einem Gewässer viele Hindernisse wie z. B. Felsen oder Bauwerke (Brückenpfeiler), so kommt es zu Verwirbelungen, wodurch dem Wasser Bewegungsenergie verloren geht. Daher ist auch hier die Geschwindigkeit geringer.

Ähnlich verhält es sich bei geschlossenen Gerinnen (phreatische Höhlen, unterirdische Abschnitte), gänzlich anders aber im Grundwasser oder Versickerungsabschnitten. Ist die Fließgeschwindigkeit null, spricht man von Totwasser.

## Bestimmung
Die Abschätzung der Fließgeschwindigkeit erfolgt durch:
- Direkte Vermessung des Fließprofils:
  - Flügelmessung
  - ADCP-Messboot
  - H-ADCP
  - Ultraschall Laufzeitanlage
  - Doppler-Radar
- Messung des Durchflusses bei bekanntem Querschnitt:

Lässt man ein Gewässer durch eine Röhre oder eine Wehrschleuse fließen, so kann man dort den Durchfluss messen. Die Fließgeschwindigkeit ergibt sich dann aus dem Durchfluss und dem  Querschnitt des Gewässers abseits der Messanlage, etwa im Unterwasser einer Staustufe.
- Berechnung:

Empirische Fließformeln berücksichtigen den Zusammenhang von Fließprofil, Gefälle und Reibung.